# Луций Эбуций Гельва
Лу́ций Эбу́ций Ге́льва (лат. Lucius Aebutius Helva; умер в 463 году до н. э., Рим, Римская республика) — римский политический деятель, консул 463 года до н. э.
Луций Эбуций был сыном Тита Эбуция Гельвы, консула 499 года до н. э. Он стал консулом вместе с Публием Сервилием Приском (463 год до н. э.). В этом году Рим поразила опустошительная эпидемия, жертвой которой стали оба консула. Эбуций умер первым.
Дионисий Галикарнасский в одном месте называет Эбуция «Фабием».